# Genowefa Adamczewska
Genowefa Franciszka Adamczewska (ur. 11 listopada 1931 w Jankowie) – nauczycielka, współzałożycielka i przewodnicząca Stowarzyszenia Komitet Dziecka. Kawaler Orderu Uśmiechu.

## Życiorys
Od 1953 roku należała do PZPR. Pełniła funkcję I sekretarza POP, potem członka Plenum Komitetu Dzielnicowego i Komitetu Łódzkiego PZPR i  Egzekutywy Komitetu Łódzkiego PZPR.  Była delegatem na VI i VIII Zjazd PZPR.
Nauczycielka, a w latach 1962–1966 dyrektorka II Liceum Ogólnokształcącego im. Narutowicza w Łodzi. W latach 1966–1970 pełniła funkcje Naczelnika Działu Szkolnictwa Ogólnokształcącego i Oświaty Dorosłych Kuratorium Okręgu Szkolnego w Łodzi. Od 1976 roku radna m. Łodzi.
W 1979  założycielka Stowarzyszenia Komitet Dziecka. W latach 2002–2016 pełniła funkcje prezesa Stowarzyszenia, a potem prezesa honorowego. Organizacja pomaga dzieciom znajdującym się w trudnych warunkach materialnych, w tym niepełnosprawnym i z rodzin wielodzietnych. Instruktor harcerski. W latach 1970–1973 komendantka Chorągwi Łódzkiej ZHP. Jedna z inicjatorek budowy Pomnika Martyrologii Dzieci i Młodzieży w Parku im. Szarych Szeregów, który odsłonięto 9 maja 1971 roku.

## Odznaczenia i nagrody
- Kawaler Orderu Uśmiechu[5]
- Odznaka „Za Zasługi dla Miasta Łodzi” (2011)[6]
- Nagroda Miasta Łodzi (2015)[7]